# Stiftung Christliche Kunst Wittenberg

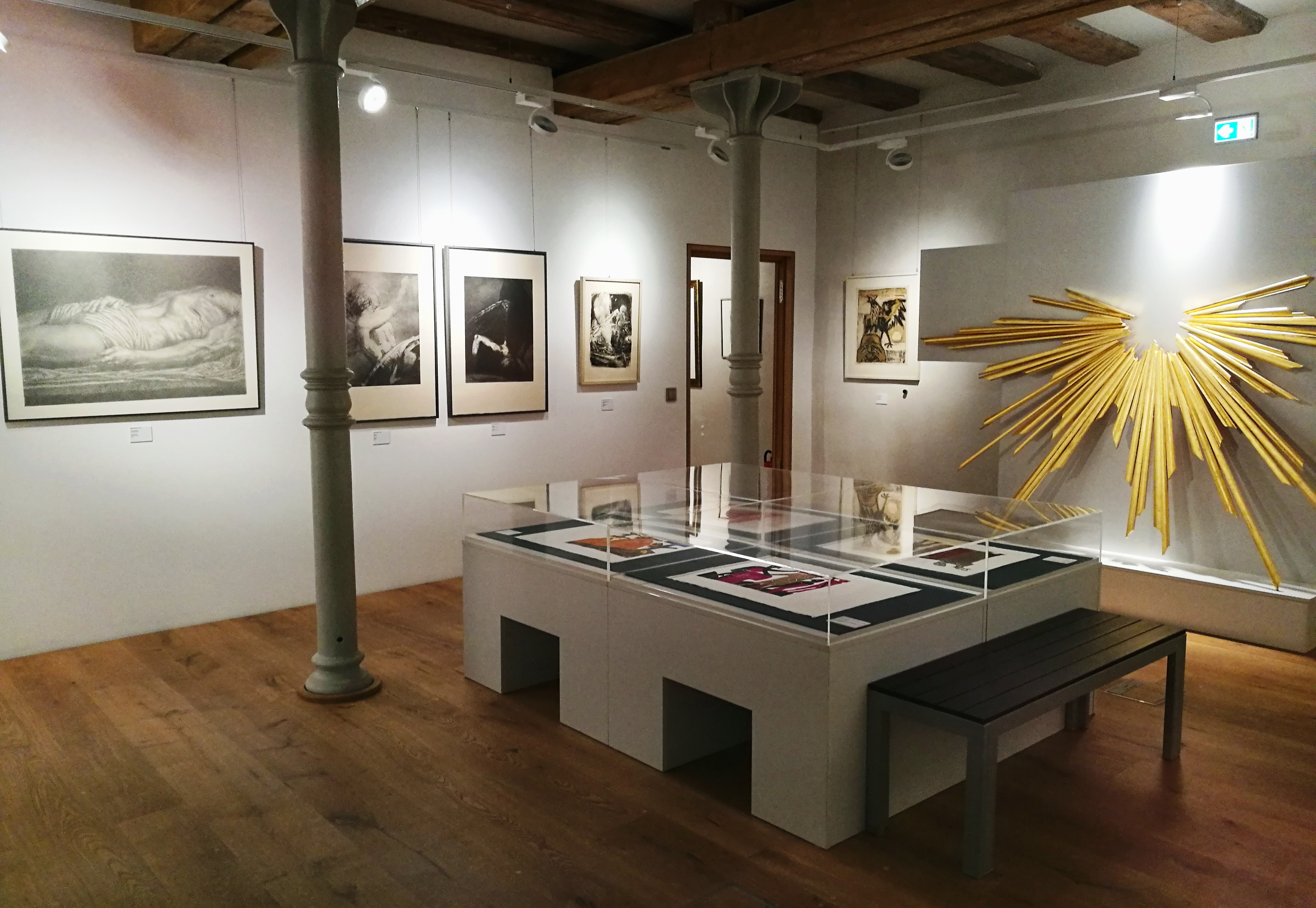
Blick in die Ausstellung

Die Stiftung Christliche Kunst Wittenberg ist im Besitz einer umfangreichen Sammlung von Graphiken christlicher Kunst bzw. mit religiösen-existentialistischen Inhalt international bekannter Künstler des 20. Jahrhunderts bis heute. Ihren Sitz mit Ausstellungsräumen hat die Stiftung im Wittenberger Schloss.

## Geschichte
Gegründet wurde die Stiftung Christliche Kunst Wittenberg 2001 von dem Unternehmerehepaar Gisela Meister-Scheufelen und Ulrich Scheufelen aus Baden-Württemberg in der Lutherstadt Wittenberg.
Als ersten Standort bezog die Stiftung Räume im Cranachhaus, Schlossstraße 1. Ab 2003 bis 2017 befanden sich die Ausstellungsräume im Alten Rathaus. Seit Mai 2017 hat die Stiftung Christliche Kunst Wittenberg ihren Sitz im Südflügel des Wittenberger Schlosses. Die Ausstellungsräume sind über die Besucherinformation der Schlosskirche und des Schlosses zu erreichen.
Die Stiftung Christliche Kunst Wittenberg wird ehrenamtlich von einem Vorstand betrieben. Vorsitzende des Vorstandes war von 2001 bis 2020 die Wittenbergerin Jutta Brinkmann. Seit Sommer 2020 ist der Vorsitzende des Vorstandes Christhard-Georg Neubert aus Potsdam.

## Sammlung
Der Grundstock der mehr als 600 Werke umfassenden Sammlung wurde 2001 von dem Ehepaar Scheufelen nach Wittenberg gestiftet und ist durch Schenkungen privater Sammler oder von Künstlern sowie durch Ankäufe oder Leihgaben ständig gewachsen.
Im Sammlungsbestand finden sich heute Arbeiten folgender Künstler:
Otmar Alt, Ernst Barlach, Franca Bartholomäi, Georg Baselitz, Willi Baumeister, Max Beckmann, Katerina Belkina, Joseph Beuys, Bernard Buffet, Manfred Butzmann, Marc Chagall, Lovis Corinth, Fritz Cremer, Felix Dieckmann, Otto Dix, James Ensor, Paul Gauguin, Günter Grass, HAP Grieshaber, George Grosz, Keith Haring, Erich Heckel, Katharina Heise, Bernhard Heisig, Damien Hirst, Karl Hofer, Alfred Hrdlicka, Friedensreich Hundertwasser, Arthur Illies, Willy Jaeckel, Bernd Jansen, Paula Jordan, Bodil Kaalund, Wassily Kandinsky, Ernst Kaufmann, Antanas Kmieliauskas, Edgar Knobloch, Oskar Kokoschka, Käthe Kollwitz, Königin Margrethe II. von Dänemark, Wilhelm Lehmbruck, Wladimir Lemport, Hans Lietzmann, Edouard Manet, Franz Marc, Gerhard Marcks, Wolfgang Mattheuer, Ludwig Meidner, Michael Morgner, Kurt Mühlenhaupt, Rudolf Nehmer, Palle Nielsen, Emil Nolde, Bjørn Nørgaard, Herbert Paasche, Otto Pankok, Wieland Payer, Max Pechstein, Pablo Picasso,  Heinz Plank, Vilmos Perlrott-Csaba, Arnulf Rainer, Robert Rauschenberg, Odilion Redon, Erich Fritz Reuter, Jochen Rohde, Christian Rohlfs, Georges Rouault, Gerhard von Ruckteschell, Antonio Saura, Karl Schmidt-Rottluff, Hans R. Schiess, Kurt Schumacher, Paul Sinkwitz, Max Slevogt, Regina Stiegeler, Thomas A. Straub, Stefan Szmaj, Werner Tübke, Michael Triegel, Lesser Ury
Der Sammlungsbestand wird aus konservatorischen Gründen nur ausschnittsweise präsentiert.

## Ausstellungen
Neben der Dauerausstellung unter dem Titel „Christliche Botschaften von Chagall bis Beuys“ werden immer wieder auch Sonderausstellungen gezeigt. Zudem werden vielfach Leihgaben aus der Sammlung an verschiedenen Orten im In- und Ausland gezeigt.

### Sonderausstellungen
| 2023    | Reihe Dialoge: ...das Wasser war viel zu tief. 1000 Odysseen Winfried Muthesius trifft Oskar Kokoschka |
| 2020    | Avantgarde in Wittenberg. 19 Jahre Stiftung Christliche Kunst Wittenberg |
| 2020    | Credo. Paul Sinkwitz – Das religiöse Werk |
| 2019    | Kunst nach 1945. Die Sammlung Gerd Gruber: Pazifismus trifft Religion Zwischen Liebe und Verzweiflung. Maria in der Moderne – von Chagall bis Kollwitz |
| 2018    | Thesen. Dänische Gegenwartskünstler im Dialog mit der Reformation |
| 2017/18 | Denn durch die Liebe wird der Mensch besser. Highlights und Neuerwerbungen |
| 2017    | Ernst Barlach/Käthe Kollwitz. Über die Grenzen der Existenz |
| 2016    | Offenbarung. Leipziger Künstler und die Religion |
| 2015    | Cranach und die Moderne |
| 2014    | Michael Triegel. Gemälde – Grafiken – Aquarelle |
| 2011    | 2001–2011 „10 Jahre Stiftung Christliche Kunst Wittenberg“ Die Patriarchen. Vier zeitgenössische dänische Künstler im Dialog mit alten biblischen Erzählungen Jos Hendrickx 1906–1971. Ein flämischer Einzelgänger in Europa Bodil Kaalund. Bilder der Bibel |
| 2010    | Neue Botschaften. Zustiftungen und Neuankäufe |
| 2009    | „Das hat’s bei uns nicht gegeben!“ Antisemitismus in der DDR PASSION von Manet bis Beuys |
| 2008    | „via crucis“ Waldemar Otto – Bronzeplastiken, Karl-Ludwig Lange – Malerei und Zeichnungen |
| 2007    | Christliche Motive in der Kunst der DDR |
| 2006    | Das Kreuz – Druckgrafik und Skulpturen des Expressionismus und der Moderne |
| 2005    | Marc Chagall – Die Bibel |

### Ausstellungen an anderen Orten
| 2018 | Friedenskirche Ludwigshafen: Grieshaber Passion im Dialog mit Werken des 20. Jahrhunderts. Evangelische Akademie Lutherstadt Wittenberg: Der prophetische Blick. |
| 2017 | Michaelskirche, Ottobrunn: Spurensuche: Christliche Botschaften von Chagall bis Beuys Evangelische Akademie Lutherstadt Wittenberg: Paul Sinkwitz. Kunsthaus Apolda Avantgarde: Jesus Reloaded – Das Christusbild im 20. Jahrhundert. |
| 2016 | Museum Abtei Liesborn: Jesus Reloaded – Das Christusbild im 20. Jahrhundert. Evangelische Akademie Lutherstadt Wittenberg: „Die Sintflut“ Arbeiten von Lovis Corinth und Wieland Payer. |
| 2015 | Städtische Galerie im Leeren Beutel, Regensburg: Jesus Reloaded – Das Christusbild im 20. Jahrhundert. Stiftung Prüsse, Jakob-Kemenate Braunschweig: „Jesus 2.0.“ Das Christusbild im 20. und 21. Jahrhundert, Kunst – Kommerz – Karikatur Evangelische Akademie Lutherstadt Wittenberg: Otto Dix. Passionsfolge aus der Mappe „Das Evangelium nach Matthäus“                                  |
| 2014 | Koninklijke Piet Staut Kring, Beveren (B): „1880 – 1907“ Kunst im späten 19. Jahrhundert Kunststätte Bossard, Jesteburg: Von Gauguin bis Baselitz. Christusbilder im 20. Jahrhundert Evangelische Akademie Lutherstadt Wittenberg: Michael Morgner „ECCE HOMO“ Edwin Scharff Museum, Neu-Ulm: „Gottesbilder. Menschenbilder.“ Grafik der Moderne aus der Stiftung Christliche Kunst Wittenberg |
| 2013 | Kunsthaus Stade: Jesus Reloaded – Das Christusbild im 20. Jahrhundert. Evangelische Akademie Wittenberg: HAP Grieshaber – Kreuzwegstationen |
| 2012 | Ev. Kirche Berlin-Brandenburg-schlesische Oberlausitz in Berlin: Kurt Mühlenhaupt – Passion 2000 Evangelische Akademie Lutherstadt Wittenberg: Kurt Mühlenhaupt – Passion 2000 |
| 2011 | Kunsthalle Rostock: George Rouaults Mappe „Passion“ für die Ausstellung CREDO Evangelische Akademie Bad Boll |
| 2010 | Kunstzentrum Mariagerfjord, Hobro (DK): Religiöse Impressionen aus dem 20. Jahrhundert |
| 2009 | Koninklijke Piet Staut Kring, Beveren (B): Religiöse Impressionen aus dem 20. Jahrhundert |
| 2008 | Kunstverein Wolfenbüttel: Christliche Kunst des 20. Jahrhunderts |
| 2007 | Museet for Religiøs Kunst, Lemvig (DK): Passionszyklen im 20. Jahrhundert |
| 2006 | Koninklijke Piet Staut Kring, Beveren (B): Marc Chagall – Druckgrafiken zu biblischen Themen Kunstverein Korsør (DK): Marc Chagall – Druckgrafiken zu biblischen Themen Kunstverein Haderslev (DK): Marc Chagall – Druckgrafiken zu biblischen Themen Bretten: Marc Chagall – Druckgrafiken zu biblischen Themen                                                                               |

## Kunstpreise
Alle 4 Jahre wird ein Kunstpreis an einen Künstler, der sich im Bereich der christlichen Kunst verdient gemacht hat, verliehen.
Bisherige Preisträger
- 2014: Michael Triegel, Leipzig[24]
- 2010: Thomas A. Straub, Köln[25]
- 2006: Michael Morgner, Chemnitz

Im Jahre 2018 wurde der Kunstpreis nicht verliehen.
Weiterhin schreibt die Stiftung Christliche Kunst Wittenberg zur Förderung von Kunst mit religiösem Inhalt einen Wettbewerb zu einem vorgegebenen Thema aus.
Bisherige Wettbewerbe und Preisträger
- 2014/15: „Internationaler Wettbewerb Cranach 2.0“. Gemeinsam ausgeschrieben von der Lutherstadt Wittenberg, der Lucas-Cranach-Stadt Kronach, der Cranach-Stiftung Wittenberg und der Stiftung Christliche Kunst Wittenberg.[26] Preisträger für den Preis der Stiftung Christliche Kunst Wittenberg: Edgar Knobloch, Leipzig
- 2008: „Schwerter zu Pflugscharen“. Es konnte kein Preis vergeben werden.
- 2004: „Sintflut“, Es wurden 3 Preise vergeben (ein Erster und zwei Zweite):
  - 1. Preis an Susanne Theumer
  - 2. Preis an Regina Maria Stiegeler
  - 2. Preis an Wieland Payer
  - Sonderpreis: Franca Bartholomäi